# Frans Gijzels

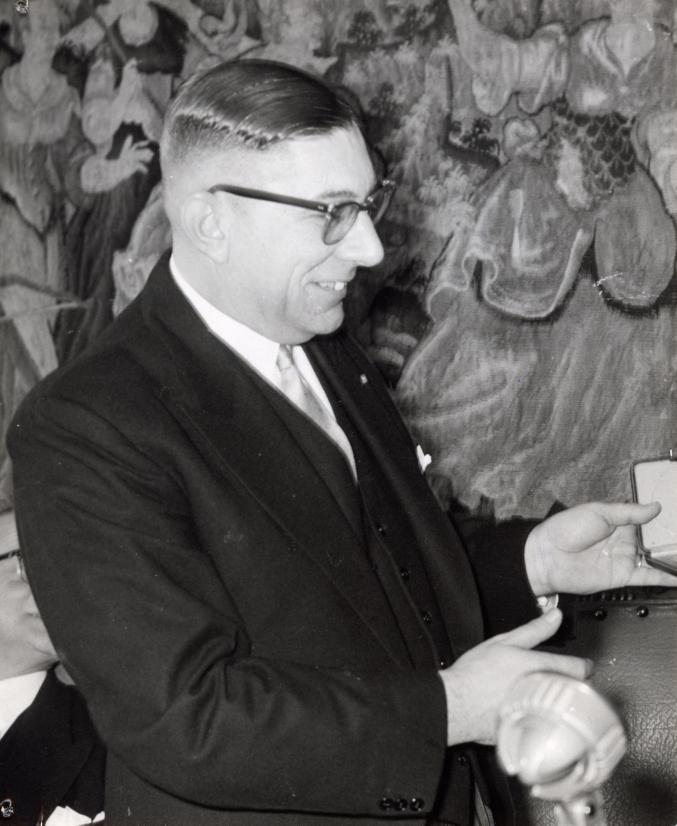
Frans Gijzels

Frans Joseph Willem Gijzels (* 24. November 1911 in Sittard, Provinz Limburg; † 23. April 1977 in Heerlen, Provinz Limburg) war ein niederländischer Politiker der Katholieke Volkspartij (KVP).

## Leben
Frans Joseph Willem Gijzels, dessen Vater Adrianus Gijzels Bürgermeister von Sittard war, absolvierte nach dem Schulbesuch ein Studium der Wirtschaftswissenschaften und war danach Sekretär einer Handelskammer. Nach Ende des Zweiten Weltkrieges wurde er 1945 Beigeordneter (Wethouder) von Eindhoven und bekleidete dieses Amt bis 1961. Daraufhin übernahm er am 14. September 1961 als Nachfolger von Gerard Veldkamp im Kabinett De Quay den Posten als Staatssekretär für Mittelstand und Tourismus im Wirtschaftsministerium (Staatssecretaris van Economische Zaken, belast met middenstand en toerisme) und übte diese Funktion bis zum 24. Juli 1963 aus.
Am 2. Juli 1963 wurde Gijzels für die Katholieke Volkspartij (KVP) Mitglied der Zweiten Kammer der Generalstaaten (Tweede Kamer der Staten-Generaal) und gehörte dieser bis zum 1. September 1964 an. Er löste am 1. Februar 1964 Charles van Rooy als Bürgermeister von Heerlen und bekleidete dieses Amt bis zum 1. Dezember 1976, woraufhin Jan Reijnen sein Nachfolger wurde. Zugleich war er vom 2. Juni 1966 bis zum 3. Juni 1970 Mitglied der Provinciale Staten, des Parlaments der Provinz Limburg. Für seine langjährigen Verdienste wurde ihm das Offizierskreuz des Orden von Oranien-Nassau sowie das Ritterkreuz des Orden vom Niederländischen Löwen verliehen.

## Weblink
- Drs. F.J.W. (Frans) Gijzels. In: Parlament.com (niederländisch)

| Personendaten    | Personendaten                                     |
| ---------------- | ------------------------------------------------- |
| NAME             | Gijzels, Frans                                    |
| ALTERNATIVNAMEN  | Gijzels, Frans Joseph Willem (vollständiger Name) |
| KURZBESCHREIBUNG | niederländischer Politiker (KVP)                  |
| GEBURTSDATUM     | 24. November 1911                                 |
| GEBURTSORT       | Sittard, Provinz Limburg                          |
| STERBEDATUM      | 23. April 1977                                    |
| STERBEORT        | Heerlen, Provinz Limburg                          |